# Saint-Lambert-du-Lattay
Saint-Lambert-du-Lattay est une ancienne commune française située dans le département de Maine-et-Loire, en région Pays de la Loire. Le 31 décembre 2015, elle devient une commune déléguée au sein de la commune nouvelle de Val-du-Layon.
La commune se situe dans l'appellation viticole du Coteaux-du-Layon (AOC). Elle possède un important passé minier lié à l'exploitation du bassin houiller de Basse Loire.

## Géographie

### Localisation
Située sur l'axe Angers-Cholet (RD 160), cette commune des Mauges est distante de 24 km d'Angers et de 35 km de Cholet. Les rivières du Layon au Nord et de l’Hyrôme à l'Est bordent ce village viticole.

### Communes limitrophes
Saint-Lambert-du-Lattay est limitrophe des quatre communes que sont Saint-Aubin-de-Luigné au nord-ouest, Rochefort-sur-Loire au nord, Beaulieu-sur-Layon au nord-est, Chemillé-en-Anjou au sud et à l'ouest.
| Saint-Aubin-de-Luigné | Rochefort-sur-Loire     | Beaulieu-sur-Layon |
| Chemillé-en-Anjou     | Saint-Lambert-du-Lattay |                    |
|                       | Chemillé-en-Anjou       |                    |

### Géologie et relief
Sa superficie est de 14,44 km2 et son altitude varie de 16 à 96 mètres (moyenne de 66 m).
Son territoire se trouve sur les unités paysagères du couloir du Layon et du plateau des Mauges.
La commune repose sur le bassin houiller de Basse Loire.

### Hydrographie
La commune est traversée par les rivières du Layon et de l’Hyrôme.

### Voies de communication et transports
L'axe majeur de communication est la RN 160 vers Angers au nord et Cholet et les Sables-d'Olonne au sud-ouest. Saint-Lambert est notamment traversé par l'autoroute A87 et la partie méridionale du Viaduc du Layon, les accès les plus proches étant la barrière de péage de Beaulieu-sur-Layon (à 5,4 km de la mairie) et l'échangeur de Chemillé (à 11,7 km).
La commune est desservie par le réseau de transport interurbain AnjouBus (autocars).

## Toponymie et héraldique

### Toponymie
Formes anciennes du nom : Parochia Sancti Lamberti en 1080, Vicaria Ballia Sancti Lamberti en 1115, La paroisse de St-Lambert dou Latey en 1299, Sanctus Lambertus de Lateio en 1324, La Ville de St-Lambert en 1366, Lattay ou St-Lambert en 1726, Saint Lambert en 1793 pour devenir ensuite Saint-Lambert-du-Lattay (1801),.

### Gentilé
Les Saint-Lambertins et Saint-Lambertines.

### Héraldique
|  | Les armes de la commune se blasonnent ainsi : D'azur, à un baton prieural d'or en pal, chargé d'une mitre du même, accosté de fleurs de lys d'or, à la bordure de gueules. |

## Histoire

### Moyen Âge
Vers 1028-1037, la comtesse d'Anjou Hildegarde concède la forêt du Lattay aux sœurs de l’abbaye du Ronceray qui décident de son peuplement et de son défrichement. C’est à cette date que commence la fondation de Saint-Lambert-du-Lattay.

### Époque contemporaine
En 1792, la paroisse de Sainte-Foy-en-Mauges est rattachée à Saint-Lambert-du-Lattay.
Au moment des guerres de Vendée, la paroisse de Saint-Lambert est l’une des premières à se soulever. Elle est très durement touchée par cette guerre : en particulier la bataille du Pont-Barré du 19 septembre 1793, colonnes infernales de Turreau en 1794.
La commune possède des mines de charbon exploitées tout au long du XIXe siècle jusqu'en 1903.
Au début du XXe siècle, le phylloxéra ravage le vignoble. La population se tourne alors vers la culture des herbes médicinales : camomille, rose de Provins, soucis, etc. sous l'impulsion d'Émile Godillon, maire et pharmacien de la commune. La vigne ayant été replantée en utilisant des porte-greffes américains, résistants au phylloxéra, la culture des herbes médicinales décline peu à peu et sera reprise par les communes voisines, Chanzeaux et Chemillé.
Cependant certains pieds de vigne ont étonnamment résisté au phylloxéra. Aujourd'hui encore, on peut voir ces pieds des plus vieux de France, notamment parmi les vignes de la famille Saudreau, derrière la propriété dans un lieu appelé la Pironerie. Une vinification particulière faisant appel au savoir-faire d'antan permet de produire une cuvée annuelle de 250 bouteilles numérotées. Son goût très particulier témoigne des saveurs oubliées. Le musée de la Vigne et du Vin d'Anjou, créé en 1978 à Saint-Lambert-du-Lattay présente les mutations de la viticulture depuis la crise du phylloxéra jusqu'à la mécanisation de la viticulture dans les années 1950.
Le 15 juillet 1942, la Feldgendarmerie allemande procède à une rafle dans la population. Plusieurs personnes sont envoyées au camp de concentration d'Auschwitz dans le convoi n° 8 du 20 juillet 1942.[réf. nécessaire]
Le 31 décembre 2015, Saint-Lambert-du-Lattay s'associe avec Saint-Aubin-de-Luigné pour créer la commune nouvelle de Val-du-Layon. Elle devient alors une commune déléguée au sein de cette nouvelle commune.

## Politique et administration

### Administration municipale

#### Administration actuelle
Depuis le 31 décembre 2015, Saint-Lambert-du-Lattay constitue une commune déléguée au sein de la commune nouvelle de Val-du-Layon et dispose d'un maire délégué.
| Période                                  | Période  | Identité          | Étiquette | Qualité |
| ---------------------------------------- | -------- | ----------------- | --------- | ------- |
| janvier 2016                             | mai 2020 | François Cailleau |           |         |
| mai 2020                                 | en cours | Rémy Pezot        |           |         |
| Les données manquantes sont à compléter. |          |                   |           |         |

#### Administration ancienne
| Période                                  | Période                            | Identité                                | Étiquette | Qualité                                              |
| ---------------------------------------- | ---------------------------------- | --------------------------------------- | --------- | ---------------------------------------------------- |
| 1788                                     | 1789                               | Jacques Gautier                         |           | syndic                                               |
| 1789                                     | 1790                               | Pierre-Louis du Verdier de la Sorinière |           | syndic, colonel de la milice nationale de St-Lambert |
| 23 avril 1790                            | 19 juillet 1791 (démission)        | Jacques Gautier                         |           | tanneur                                              |
| 1791                                     | 1792                               | René Cœur de Roy                        |           |                                                      |
| janvier 1793                             | 27 janvier 1794 (décès)            | Jacques Frouin                          |           | tailleur d'habits                                    |
| an II                                    |                                    | René Gautier                            |           |                                                      |
| an V                                     |                                    | François Courtin                        |           | agent municipal                                      |
| an VI                                    |                                    | Barthélémy-Marie Androuin               |           | agent municipal                                      |
| an VII                                   | 10 fructidor an VII (27 août 1799) | René-Jean Hudault                       |           | agent municipal                                      |
| messidor an VII                          | 1813                               | Barthélémy-Marie Androuin la Noyrais    |           |                                                      |
| 10 février 1813                          | 1815                               | Jean-Aimé de Soyer (1768-1823)          |           | militaire                                            |
| 7 avril 1815                             |                                    | Macé des Bois                           |           | nommé chef de bataillon de la garde nationale en mai |
| 12 juin 1815                             |                                    | Barthélémy-Marie Androuin               |           |                                                      |
| 12 juillet 1815                          |                                    | Jean-Aimé Soyer aîné                    |           |                                                      |
| 10 septembre 1816                        | 1818 (décès)                       | Jacques-Mathias Gautier                 |           |                                                      |
| 28 juillet 1818                          | 20 août 1830 (démission)           | René-Joseph Clémot                      |           |                                                      |
| août 1830                                | 1852                               | René Godillon                           |           |                                                      |
| 8 juillet 1852                           | 1876                               | Eugène-Benjamin Réthoré-Laujardière     |           | médecin                                              |
| 1876                                     | 1881                               | François Courtin                        |           |                                                      |
| 1881                                     | 13 mai 1884 (décès)                | Jacques Saudreau                        |           | marchand de grains                                   |
| 1884                                     | 1896                               | Jacques Blanchard                       |           | marchand de grains                                   |
| mai 1896                                 | 1908 (révoqué)                     | Paul Saudreau                           |           | Viticulteur                                          |
| 17 mai 1908                              | 1912                               | Joseph Gilbert                          |           |                                                      |
| mai 1912                                 | 1929 (décès)                       | Émile Martin                            |           |                                                      |
| mai 1929                                 | juillet 1933 (démission)           | Louis Blot                              |           | entrepreneur en maçonnerie                           |
| 1933                                     | 1945                               | Raymond Français                        |           | chirurgien                                           |
| mai 1945                                 | 1947                               | Jules Morin                             |           |                                                      |
| octobre 1947                             | 1965                               | Ludovic Piard                           |           | vigneron                                             |
| mars 1965                                | 1977                               | Yves Corbillé                           |           | médecin                                              |
| mars 1977                                | 1989                               | Jean Tissot                             |           |                                                      |
| mars 1989                                | 2014                               | Gino Mousseau                           |           | enseignant                                           |
| avril 2014                               | décembre 2015                      | François Cailleau                       |           | cadre de l'industrie                                 |
| Les données manquantes sont à compléter. |                                    |                                         |           |                                                      |

### Jumelages
| \| Saint-Lambert-du-Lattay Linkebeek Kenton \| Localisation des villes jumelées avec Saint-Lambert-du-Lattay. |
| Saint-Lambert-du-Lattay Linkebeek Kenton                                                                      |

- Linkebeek (Belgique) depuis 1981[14],[15] ;
- Kenton (Angleterre) depuis 1996[14],[15].

### Ancienne situation administrative

#### Intercommunalité
La commune était membre jusqu'en 2015 de la communauté de communes des Coteaux du Layon. Cette structure intercommunale regroupait douze communes : Aubigné-sur-Layon, Beaulieu-sur-Layon, Champ-sur-Layon, Chavagnes, Faveraye-Mâchelles, Faye-d'Anjou, Martigné-Briand, Mozé-sur-Louet, Notre-Dame-d'Allençon, Rablay-sur-Layon, Thouarcé et Saint-Lambert-du-Lattay. L'intercommunalité était membre du syndicat mixte Pays de Loire en Layon, structure administrative d'aménagement du territoire comprenant quatre communautés de communes : Coteaux-du-Layon, Gennes, Loire-Layon et Vihiersois-Haut-Layon.
À la suite de la révision du schéma départemental de coopération intercommunale, le 1er janvier 2017 les communautés de communes Loire-Layon, Coteaux du Layon et Loire Aubance fusionnent dans la communauté de communes Loire Layon Aubance.

#### Autres circonscriptions
Jusqu'en 2014, la commune fait partie du canton de Thouarcé et de l'arrondissement d'Angers. Le canton de Thouarcé compte alors dix-sept communes. Dans le cadre de la réforme territoriale, un nouveau découpage territorial pour le département de Maine-et-Loire est défini par le décret du 26 février 2014. Le canton de Thouarcé disparait et la commune est rattachée au canton de Chemillé-Melay, avec une entrée en vigueur au renouvellement des assemblées départementales de 2015.
Saint-Lambert faisait partie de la quatrième circonscription de Maine-et-Loire composée de six cantons dont Saumur-Sud ; la quatrième circonscription de Maine-et-Loire étant l'une des sept circonscriptions législatives que compte le département.

## Population et société

### Évolution démographique
L'évolution du nombre d'habitants est connue à travers les recensements de la population effectués dans la commune depuis 1793. À partir du 1er janvier 2009, les populations légales des communes sont publiées annuellement dans le cadre d'un recensement qui repose désormais sur une collecte d'information annuelle, concernant successivement tous les territoires communaux au cours d'une période de cinq ans. 
Pour les communes de moins de 10 000 habitants, une enquête de recensement portant sur toute la population est réalisée tous les cinq ans, les populations légales des années intermédiaires étant quant à elles estimées par interpolation ou extrapolation. Pour la commune, le premier recensement exhaustif entrant dans le cadre du nouveau dispositif a été réalisé en 2005,.
En 2013, la commune comptait 2 004 habitants, en évolution de +13,8 % par rapport à 2008 (Maine-et-Loire : +3,3 %, France hors Mayotte : +2,49 %).
| 1793  | 1800 | 1806 | 1821  | 1831  | 1836  | 1841  | 1846  | 1851  |
| ----- | ---- | ---- | ----- | ----- | ----- | ----- | ----- | ----- |
| 1 130 | 669  | 709  | 1 143 | 1 273 | 1 360 | 1 295 | 1 345 | 1 352 |

| 1856  | 1861  | 1866  | 1872  | 1876  | 1881  | 1886  | 1891  | 1896  |
| ----- | ----- | ----- | ----- | ----- | ----- | ----- | ----- | ----- |
| 1 301 | 1 349 | 1 380 | 1 345 | 1 308 | 1 339 | 1 318 | 1 304 | 1 271 |

| 1901  | 1906  | 1911  | 1921  | 1926  | 1931  | 1936  | 1946  | 1954  |
| ----- | ----- | ----- | ----- | ----- | ----- | ----- | ----- | ----- |
| 1 282 | 1 318 | 1 264 | 1 197 | 1 180 | 1 205 | 1 222 | 1 227 | 1 322 |

| 1962  | 1968  | 1975  | 1982  | 1990  | 1999  | 2005  | 2010  | 2013  |
| ----- | ----- | ----- | ----- | ----- | ----- | ----- | ----- | ----- |
| 1 223 | 1 175 | 1 201 | 1 203 | 1 352 | 1 466 | 1 649 | 1 894 | 2 004 |

### Pyramide des âges
La population de la commune est relativement jeune. Le taux de personnes d'un âge supérieur à 60 ans (21,6 %) est en effet inférieur au taux national (21,8 %) tout en étant toutefois supérieur au taux départemental (21,4 %).
Contrairement aux répartitions nationale et départementale, la population masculine de la commune est sensiblement égale à la population féminine.
La répartition de la population de la commune par tranches d'âge est, en 2008, la suivante :
- 49,7 % d’hommes (0 à 14 ans = 25,7 %, 15 à 29 ans = 13,8 %, 30 à 44 ans = 23,8 %, 45 à 59 ans = 17,8 %, plus de 60 ans = 18,9 %) ;
- 50,3 % de femmes (0 à 14 ans = 21,5 %, 15 à 29 ans = 13,2 %, 30 à 44 ans = 24,7 %, 45 à 59 ans = 16,3 %, plus de 60 ans = 24,3 %).

| Hommes | Classe d’âge | Femmes |
| ------ | ------------ | ------ |
| 1,1    | 90 ans ou +  | 3,6    |
| 7,2    | 75 à 89 ans  | 10,3   |
| 10,6   | 60 à 74 ans  | 10,4   |
| 17,8   | 45 à 59 ans  | 16,3   |
| 23,8   | 30 à 44 ans  | 24,7   |
| 13,8   | 15 à 29 ans  | 13,2   |
| 25,7   | 0 à 14 ans   | 21,5   |

| Hommes | Classe d’âge | Femmes |
| ------ | ------------ | ------ |
| 0,4    | 90 ans ou +  | 1,1    |
| 6,3    | 75 à 89 ans  | 9,5    |
| 12,1   | 60 à 74 ans  | 13,1   |
| 20,0   | 45 à 59 ans  | 19,4   |
| 20,3   | 30 à 44 ans  | 19,3   |
| 20,2   | 15 à 29 ans  | 18,9   |
| 20,7   | 0 à 14 ans   | 18,7   |

### Vie locale
Située dans l'académie de Nantes, la commune de Saint-Lambert-du-Lattay dispose de deux écoles primaires ainsi que d'une bibliothèque et d'une maison de retraite.

### Bibliothèque Municipale
Bibliothèque municipale avec délégation de gestion à l'association Maison Culturelle. Créée en décembre 1994, la bibliothèque municipale a pris la suite de la bibliothèque paroissiale. Elle fait partie de Lirenlayon, groupement des bibliothèques informatisées de la communauté de communes des Coteaux du Layon.

### Sports
- Badminton, association « S.L. Bad » (Saint Lambert Badminton).
- Basket-ball, club « S.L.S.A. Basket » (Saint Lambert Saint Aubin Basket).
- Course à pied, association « Courir en Layon ».
- Football,  club « Jeunesse sportive du Layon ».
- Judo, club « Judo club du Layon ».
- Tennis, association  « S.L.T.L. ».

Installations sportives :
- une salle de sport, pour la pratique du basket-ball, du tennis et du badminton ;
- un dojo, pour le club de judo ;
- un complexe sportif avec deux terrains de football (un en herbe et un « stabilisé »).

## Économie

Vignobles de la vallée de la Loire.

### Tissu économique
Comme dans le reste du département, l'agriculture est fortement implantée sur ce territoire rural, dont la viticulture représente la première activité agricole (47 viticulteurs).
Sur 153 établissements présents sur la commune à la fin de 2009, 41,2 % relevaient du secteur de l'agriculture (pour une moyenne de 18,4 % sur le département), 3,9 % du secteur de l'industrie, 9,2 % du secteur de la construction, 33,3 % de celui du commerce et des services et 12,4 % du secteur de l'administration et de la santé. Quatre ans plus tard, en 2013, sur 154 établissements présents, 24,7 % relevaient du secteur de l'agriculture (pour une moyenne de 11,7 % sur le département), 3,2 % du secteur de l'industrie, 10,4 % du secteur de la construction, 49,4 % de celui du commerce et des services et 12,3 % du secteur de l'administration et de la santé.

### Agriculture
Situé dans la zone des vignobles du Val de Loire, Saint-Lambert compte de nombreux producteurs viticoles, qui représente la principale économie du village.
Liste des appellations AOC - AOP présentes sur le territoire :
- Vins blancs : Coteaux-du-layon, Anjou blanc ;
- Vins rouges : Anjou villages, Anjou rouge, Anjou gamay ;
- Vins rosés : Cabernet d'Anjou, Rosé de Loire, Rosé d'Anjou ;
- Vins pétillants : Crémant de Loire, Anjou mousseux.

## Culture locale et patrimoine

### Lieux et monuments
- Le Coteau des Martyrs, où sont massacrées 17 personnes le 8 avril 1794 par l'une des colonnes infernales menée par Louis Grignon.
- L'église de Saint-Lambert, réalisée par l'architecte Alfred Tessier de 1880 à 1883.
- Le musée de la Vigne et du Vin d'Anjou, siège de la Confrérie des Fins Gousiers d'Anjou[29].
- Le Pont Barré, haut lieu de la  guerre de Vendée (1793-1796).
- Une plaque d'aluminium de l'Atomium[30] est exposée dans l'enceinte de la mairie.
- Un moulin à eau dit moulin Bretonneau[31].

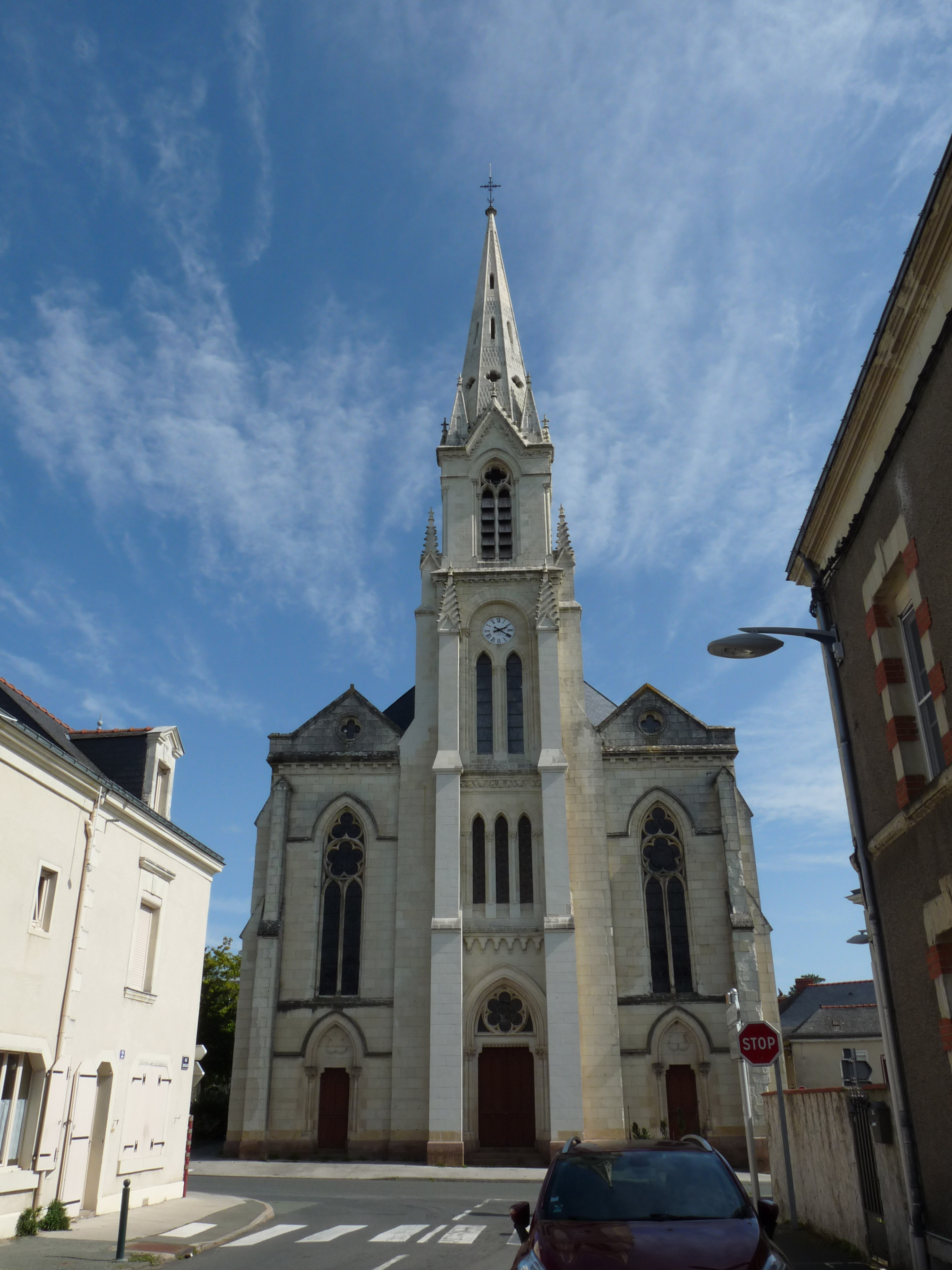
L'église paroissiale Saint-Lambert.
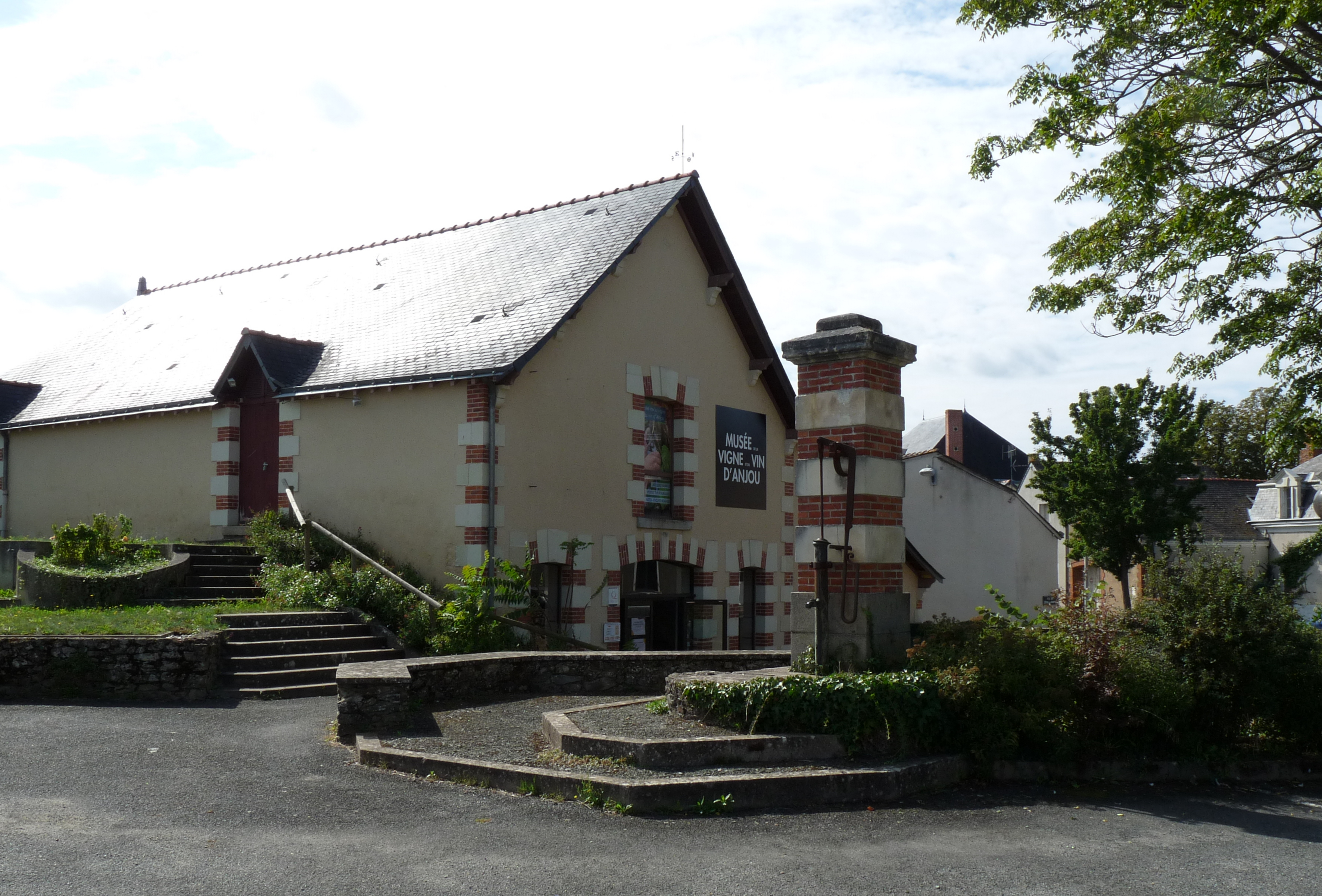
Musée de la Vigne et du Vin d'Anjou.
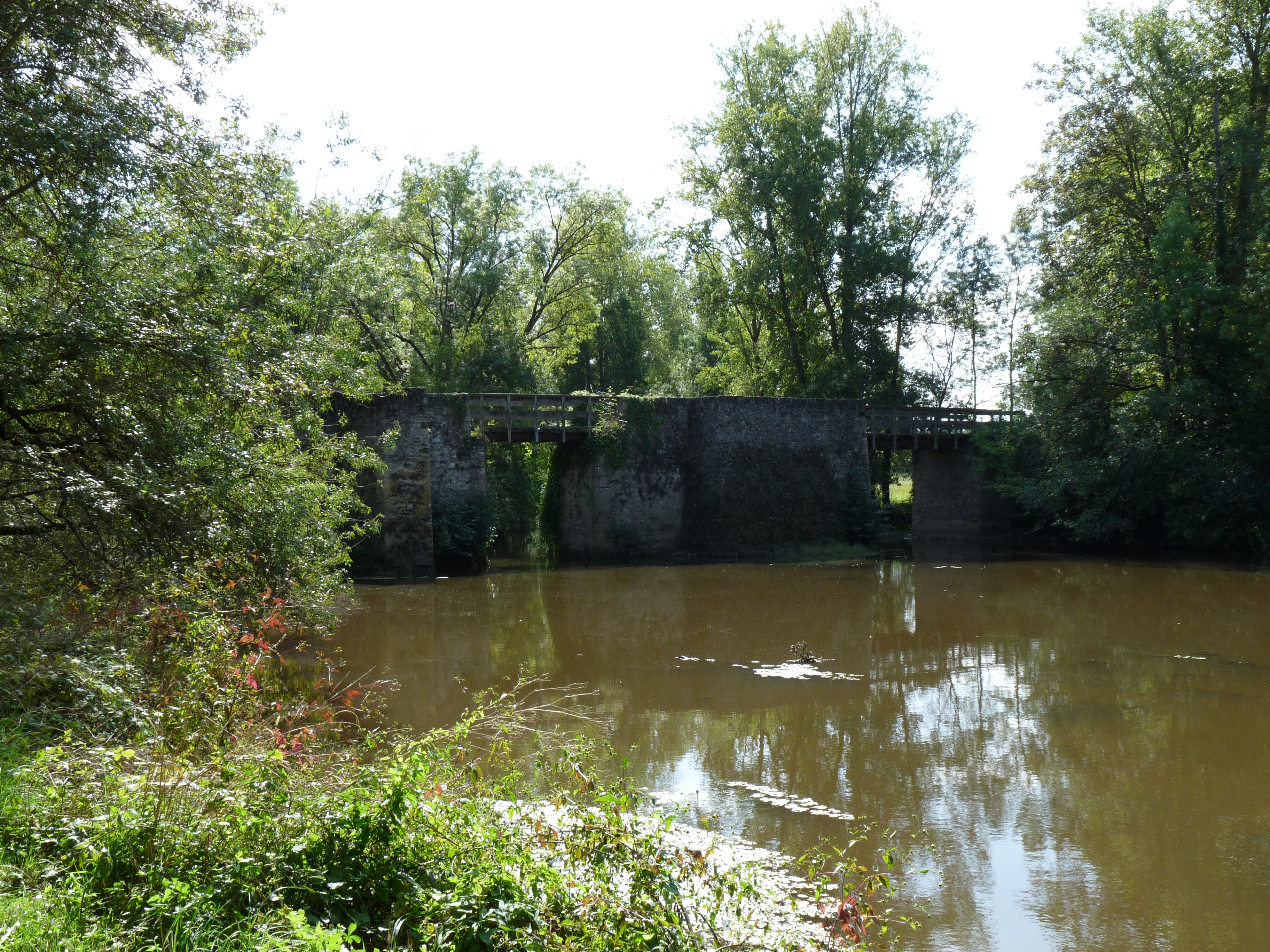
Le Pont-Barré.

### Personnalités liées à la commune
- Henri Borlant (1927), survivant de la Shoah, médecin et écrivain, a résidé dans la commune[32].
- Fabien Cesbron (1862-1931), avocat et homme politique français, député (1902-1906) puis sénateur (1911-1920) du Maine-et-Loire, né dans la commune.
- Georges Delahaie (1933-2014), sculpteur, né dans la commune.
- Patrick Dewaere (1947-1982), comédien, est inhumé au cimetière de Saint-Lambert-du-Lattay.
- Lola Dewaere (1979), comédienne, fille de Patrick Dewaere, a passé son enfance à Saint-Lambert-du-Lattay.

## Pour approfondir